# Lillebil Ibsen
Lillebil Ibsen (geboren Sofie Parelius Monrad Krohn) 6 augustus 1899 – 22 augustus 1989) was een Noors actrice en danseres. Zij was de dochter van ingenieur Georg Monrad Krohn en Gyda Christensen. Gyda was eveneens actrice en balletdanseres. Lillebil huwde in 1918 met de regisseur Tancred Ibsen.
Lillebil kreeg haar eerste opleiding van haar moeder en maakte ook onder haar leiding haar debuut in 1911 in het Nationaltheatret in Prinses op de erwt. Ze had wel een kruiwagen destijds want haar moeder was toen getrouwd met Halfdan Christensen, directeur van dat theater. In 1912 ging ze samen met haar moeder in dirigent Johan Halvorsen op muziekreis naar Berlijn. In mei van dat jaar danst ze onder leiding van diezelfde dirigent op een dansavond van de Balletschool. Later zou ze ook dansen op diens Danse visionaire. In 1914 kreeg ze dan haar eerste aankondiging in de Aftenposten in een eenakter Krokodilletaarer. Dan ook maakt ze kennis met haar toekomstige man. In Berlijn en Parijs maakte ze kennis met Michel Fokine en Igor Stravinsky. In 1915 danst ze in Dukken, de Noorse versie van Coppélia van Léo Delibes. Voorts danste ze bij Max Reinhardt (Berlijn). In december 1915 maakte ze haar debuut als toneelspeelster in Den uskikkelige Lille prinsessen. Vervolgens verdween ze na haar trouwen enige tijd uit het zicht. Ze was op buitenlandse reis, maar samen vestigen ze zich in 1923 blijven in Noorwegen. Ze danste toen onder meer in Scaramouche van Jean Sibelius. Gedurende die jaren danste en acteerde alles wat binnen haar bereik lag. Daarbij schuwde zij ook cabaret niet. Ze was aangesloten bij het Noorse Nieuwe Theater (1928-1956) en (weer) het Nationaltheatret (1956-1969). Daarbij kwamen regelmatig stukken van Henrik Ibsen voorbij. In 1961 kreeg ze een Kritiekprijs. In dat jaar verscheen ook haar autobiografie Det begynte med dansen.  In 1964 speelde ze in Who's Afraid of Virginia Woolf. Ze ontving de Orde van Sint-Olaf in 1969. In 1981 kwam haar laatste voorstelling. Ze speelde nog een aantal keren Mrs. Patrick Campbell in Kjære Løgnhals van Ibsen. In 1983 ontving ze de Karl Gerhards Hederspris, een kunstprijs voor Scandinavië.
Vanaf 1918 tot 1979 was ze te zien in diverse speelfilms waarvan Pan (1922) en Op med hodet! noemenswaardig zijn. Die eerste was op basis van een roman van Knut Hamsun, de tweede werd geregisseerd door haar man. Ze schuwde daarbij ook Zweedse films niet.
Het echtpaar kreeg een zoon Tancred genaamd.
- Bibsys: 90160061
- Gemeinsame Normdatei: 116508914
- International Standard Name Identifier: 0000 0003 5964 2801
- KulturNav: e04def51-8e3e-4aa0-a5b1-bdf05cc0dab9
- Library of Congress Control Number: n97858466
- Nederlandse Thesaurus van Auteursnamen: 170060799
- SNAC: w6fs2t2c
- Virtual International Authority File: 294518474
- WorldCat: E39PBJkdh9FfcfqGr9Tv7KH3cP